# Mizuki Murota
Mizuki Murota (室田瑞希, Murota Mizuki, née le 12 juin 1998 à Chiba, au Japon) est une chanteuse et idole japonaise du Hello! Project, membre depuis 2014 du groupe de J-pop Angerme (alias S/mileage).

## Biographie
Mizuki Murota se présente en 2011 à une audition pour tenter d'intégrer S/mileage puis en 2012 à une autre pour tenter d'intégrer Morning Musume, à chaque fois sans succès. Elle est cependant repérée par le producteur Tsunku qui l'intègre aux élèves du Hello! Pro Kenshūsei en 2012. Le 4 octobre 2014, elle est présentée comme nouvelle membre de la troisième génération de S/mileage, aux côtés de Rikako Sasaki et Maho Aikawa, et est donc transférée du Hello! Pro Kenshūsei au Hello! Project. Elle sort en 2015 ses premiers disques avec le groupe, qui a été renommé Angerme fin 2014.

## Discographie

### Avec Angerme
Singles
- 4 février 2015 : Taikibansei / Otome no Gyakushuu
- 22 juillet 2015 : Nanakorobi Yaoki / Gashinshoutan / Mahoutsukai Sally
- 11 novembre 2015 : Desugita Kui wa Utarenai / Dondengaeshi / Watashi
- 27 avril 2016 : Tsugitsugi Zokuzoku / Itoshima Distance / Koi Nara Tokku ni Hajimatteru
- 19 octobre 2016 : Umaku Ienai / Ai no Tame Kyou Made Shinkashite Kita Ningen, Ai no Tame Subete Taikashita Ningen / Wasurete Ageru
- 21 juin 2017 : Ai Sae Areba Nanni mo Iranai / Namida Iro no Ketsui / Majokko Megu-chan
- 13 décembre 2017 : Manner Mode / Kisokutadashiku Utsukushiku / Kimi Dake ja nai sa...friends (DVD single)
- 9 mai 2018 : Nakenai ze・・・Kyoukan Sagi / Uraha=Lover / Kimi Dake ja nai sa...friends (2018 Acoustic Ver.)
- 31 octobre 2018 : Tade Kuu Mushi mo Like it! / 46okunen LOVE
- 10 avril 2019 : Koi wa Accha Accha / Yumemita Fifteen
- 20 novembre 2019 : Watashi wo Tsukuru no wa Watashi / Zenzen Okiagarenai SUNDAY

Albums
- 25 novembre 2015 : S/mileage / Angerme Selection Album "Taiki Bansei"
- 15 mai 2019 : Rinnetenshou ~ANGERME Past, Present & Future~

## Activités diverses
Théatre
- 2013 : Ikinukukiseki ~Jûnenme no Negai~
- 2014 : Bokutachi Karen na Shônen Gasshôdan

DVD
- Juillet 2015 : Greeting ~Murota Mizuki~

## Liens
- (ja) Fiche officielle avec Angerme